# Мирудия
Мируди́я (мерудия, миродий, мерудя, мюрдя, мюрдия) (от рум. mirodenie — специя, пряность) — универсальная зелёная сухая приправа. Смесь сушёных пряных трав, измельчённых в муку. Распространена на юге Бессарабии, в Одесской области, в Румынии и Болгарии.
Смесь добавляют в мясные, рыбные и овощные блюда, супы, салаты, яичницу, посыпают брынзу. Чаще всего ею посыпают свежий хлеб и едят.

## Название
Слово происходит из среднегреческого языка, откуда было заимствовано в другие балканские языки.
Мирудия (укр. мiрудiя, болг. мерудия, макед. миродја, серб. мирођија) — в Причерноморье и на Балканах это обобщающее название всех зелёных специй, которые используются для приготовления пищи. В разных регионах так называют разные специи. В западной Болгарии так называют укроп. В Русе и Силистре этим словом называют пажитник, в других регионах петрушку. В Сербии мирођија это укроп. В Северной Македонии миродја это фенхель. Так же в Болгарии под этим названием можно увидеть смесь специй «шарена сол».

## Состав
Рецептов смеси очень много, в зависимости от региона варьируется набор специй и пропорции ингредиентов. Основные компоненты это высушенная и измельченная в порошок зелёная часть растений:
- нектароскордум (самардала, дикий лук, болгарский лук, болгарская черемша)
- пажитник (пойоту)
- зелёный лук
- перья чеснока
- зелень петрушки
- зелень укропа
- мята колосистая (болгарская мята, джоджен, гёзум)
- чабер

Иногда добавляют:
- любисток (леуштян)
- листья и перегородки сладкого и горького перцев
- морковная ботва
- листья сельдерея.

Некоторые рецепты основаны на смеси пажитника с обжаренными семенами и мукой:
- семена пажитника
- семена подсолнечника
- семена тыквы
- печёный нут
- обжаренная кукурузная мука
- красная паприка
- чабер